# Geng Shuang
Geng Shuang (耿爽S, Gěng ShuǎngP; Pechino, 4 aprile 1973) è un politico cinese, dal 2020 vice rappresentante permanente della Cina alle Nazioni Unite. In precedenza è stato portavoce del Ministero degli Esteri cinese.

## Biografia
Nato a Pechino nell'aprile 1973, è entrato nel 1991 nel Dipartimento d'inglese dell'Università degli Affari Esteri cinese. Ha poi conseguito un Master of Arts in International Relations presso la Tufts University nel 2006.
A partire dal 1995, ha ricoperto diversi incarichi presso il Ministero degli Esteri, tra cui membro del personale, segretario, consigliere e direttore di divisione.
È stato consigliere dell'Ambasciata cinese negli Stati Uniti dal 2011 al 2015. Nel 2015 è tornato a Pechino ed è stato nominato consigliere della Divisione Economica Internazionale del Ministero degli Esteri.
Nel 2016 è stato nominato vicedirettore del Dipartimento dell'informazione del ministero degli Esteri. Il 26 settembre 2016 è diventato portavoce del ministero degli Affari esteri della Repubblica popolare cinese.
Durante una conferenza stampa di routine il 5 giugno 2020, Geng Shuang ha annunciato che non avrebbe più ricoperto la carica di portavoce del ministero degli Esteri cinese. Gli è subentrato Zhao Lijian. Il 7 luglio ha presentato le sue credenziali al Segretariato delle Nazioni Unite come nuovo Vice Rappresentante Permanente e Ambasciatore della Cina.

### Affari
Il 31 maggio 2019, Geng Shuang ha rilasciato una dichiarazione al governo del Canada: "Ci auguriamo che la parte canadese possa avere una chiara comprensione delle conseguenze del mettersi in pericolo per i guadagni degli Stati Uniti e intraprendere azioni immediate per correggere i propri errori in modo da risparmiare stessa la sofferenza di un danno crescente". La dichiarazione era in risposta alla detenzione in Cina di Michael Kovrig e Michael Spavor in risposta agli arresti domiciliari di Meng Wanzhou, Chief Financial Officer di Huawei con sede in Cina. Meng è libero su cauzione e vive in una casa costosa a Vancouver, in Canada. Quando l'inviato tedesco presso il consiglio di sicurezza delle Nazioni Unite ha chiesto pubblicamente di rilasciare gli uomini detenuti senza processo, Geng ha espresso la sua felicità per il fatto che l'inviato stesse lasciando il suo incarico.

## Vita privata
Geng è sposato e ha una figlia.